# Palpimanus vultuosus
Palpimanus vultuosus är en spindelart som beskrevs av Simon 1897. Palpimanus vultuosus ingår i släktet Palpimanus och familjen Palpimanidae. Inga underarter finns listade i Catalogue of Life.